# Победим
Победим — посёлок в Топчихинском районе Алтайского края. Административный центр Победимского сельсовета.

## История
В 1960 году Топчихинский элеватор передал совхозу «Чистюньский» свои склады, располагавшиеся на станции Победим. Тогда же руководство совхоза решило построить у станции новый посёлок и перенести в него центральную усадьбу, ранее размешавшуюся в посёлке Дружба.

## Население
| 1997 | 1998 | 1999 | 2000 | 2001 | 2002 |
| ---- | ---- | ---- | ---- | ---- | ---- |
| 831  | ↘813 | ↗829 | ↘825 | ↘802 | ↘783 |
| 2003 | 2004 | 2005 | 2006 | 2007 | 2008 |
| ↗836 | ↗977 | ↘849 | ↘840 | ↘836 | ↘821 |
| 2009 | 2010 | 2011 | 2012 | 2013 |      |
| ↘780 | ↘728 | ↗733 | ↘729 | ↘701 |      |

Национальный состав
Согласно результатам переписи 2002 года, в национальной структуре населения русские составляли 87 %.